# Лідихівська сільська рада (Теофіпольський район)
Лідихівська сільська́ ра́да — колишня адміністративно-територіальна одиниця та орган місцевого самоврядування в Теофіпольському районі Хмельницької області. Адміністративний центр — село Лідихівка.

## Загальні відомості
Лідихівська сільська рада утворена в 1922 році.
- Територія ради: 34,824 км²
- Населення ради: 1 216 осіб (станом на 2001 рік)
- Територією ради протікають річки Тернавка, Корка , Рудь

## Населені пункти
Сільській раді підпорядковані населені пункти:
- с. Лідихівка
- с. Заруддя
- с. Строки
- с. Троянівка

## Склад ради
Рада складалася з 16 депутатів та голови.
- Голова ради: Поліщук Лідія Леонідівна
- Секретар ради: Єременко Руслана Володимирівна

### Керівний склад попередніх скликань
| Прізвище, ім'я, по батькові   | Основні відомості                                                 | Дата обрання | Дата звільнення |
| ----------------------------- | ----------------------------------------------------------------- | ------------ | --------------- |
| Схаб'юк Володимир Миколайович | Сільський голова, 1962 року народження, член Народної партії      | 26.03.2006   | 31.10.2010      |
| Поліщук Лідія Леонідівна      | Сільський голова, 1964 року народження, освіта вища, позапартійна | 31.10.2010   |                 |

Примітка: таблиця складена за даними сайту Верховної Ради України

### Депутати
За результатами місцевих виборів 2010 року депутатами ради стали:

#### За суб'єктами висування
| Суб'єкт висування | Кількість обраних депутатів | %  |
| ----------------- | --------------------------- | -- |
| Народна партія    | 8                           | 50 |
| Самовисування     | 8                           | 50 |

#### За округами
| № округу       | Прізвище, ім'я, по батькові    | Дата визнання обраним | Освіта             | Партійна приналежність                        | Відомості про обраного депутата                    |
| -------------- | ------------------------------ | --------------------- | ------------------ | --------------------------------------------- | -------------------------------------------------- |
| Народна Партія |                                |                       |                    |                                               |                                                    |
| 1              | Павлюк Руслан Васильович       | 01.11.2010            | вища               | член Народної партії                          | ВСГК «Мир», економіст                              |
| 2              | Єременко Руслана Володимирівна | 01.11.2010            | вища               | член Народної партії                          | Лідихівська сільська рада, секретар                |
| 5              | Германюк Микола Анатолійович   | 01.11.2010            | вища               | член Народної партії                          | ВСГК «Мир», агроном                                |
| 9              | Мовчан Іван Петрович           | 01.11.2010            | середня спеціальна | позапартійний                                 | ФГ «Подільська нива», пасічник                     |
| 10             | Лахманюк Лідія Олександрівна   | 01.11.2010            | середня спеціальна | член Народної партії                          | пенсіонер                                          |
| 11             | Матящук Володимир Васильович   | 01.11.2010            | середня спеціальна | член Народної партії                          | тимчасово не працює                                |
| 14             | Білецький Сергій Анатолійович  | 01.11.2010            | середня            | член Народної партії                          | ФГ «Подільська нива», заступник керівника          |
| 15             | Даскальчук Віра Миколаївна     | 01.11.2010            | середня спеціальна | позапартійна                                  | Поштове відділення, працівник                      |
| Самовисування  |                                |                       |                    |                                               |                                                    |
| 3              | Сторожук Ірина Юріївна         | 01.11.2010            | вища               | член Всеукраїнського об'єднання «Батьківщина» | Лідихівська сільська рада, спеціаліст              |
| 4              | Ващук Олег Борисович           | 01.11.2010            | вища               | позапартійний                                 | ВСГК «Мир», механік                                |
| 6              | Перчук Тетяна Василівна        | 01.11.2010            | середня спеціальна | член Партії регіонів                          | ВСГК «Мир», кухар                                  |
| 7              | Яцюк Ганна Володимирівна       | 01.11.2010            | середня спеціальна | член Партії регіонів                          | тимчасово не працює                                |
| 8              | Яцюк Володимир Володимирович   | 01.11.2010            | середня спеціальна | член Всеукраїнського об'єднання «Батьківщина» | ВСГК «Мир», дояр                                   |
| 12             | Лахманюк Катерина Іванівна     | 01.11.2010            | вища               | позапартійна                                  | Олійницька загальноосвітня школа І-ІІ ст., вчитель |
| 13             | Антощук Євгенія Трохимівна     | 01.11.2010            | середня            | член Всеукраїнського об'єднання «Батьківщина» | с. Троянівка, збирач молока                        |
| 16             | Стрільчук Тетяна Анатоліївна   | 01.11.2010            | середня спеціальна | позапартійна                                  | Теофіполь ЦОСІ, інструктор                         |